# Palaeoneura
Palaeoneura é um género de vespas pertencentes à família Mymaridae.
As espécies desse género podem ser encontradas na América do Norte e na Austrália.
Espécies:
- Palaeoneura durwest Triapitsyn, 2010
- Palaeoneura evanescens Waterhouse, 1915
- Palaeoneura frater Triapitsyn, 2021
- Palaeoneura gloriosa Huber, 2009
- Palaeoneura interrupta Waterhouse, 1915
- Palaeoneura markhoddlei Triapitsyn, 2018
- Palaeoneura mymaripennis Dozier, 1933
- Palaeoneura turneri Waterhouse, 1915